# Arthrostylidium sarmentosum
Arthrostylidium sarmentosum är en gräsart som beskrevs av Pilg.. Arthrostylidium sarmentosum ingår i släktet Arthrostylidium och familjen gräs. Inga underarter finns listade i Catalogue of Life.